# Lista
Lista est une ancienne municipalité située dans le comté d'Agder, en Norvège. Elle fait désormais partie de la kommune de Farsund. L'aéroport de Farsund se situe à Lista mais n'a aucune activité en ce moment ; cependant, il y a des discussions pour l'utiliser en tant que base pour des opérations maritimes.
Lista est une grande presqu'île longeant le Listafjord (en) et abritant la localité de Vestbygda, Vanse (en) et la commune de Farsund.

## Nom
La municipalité porte le nom de la presqu'île Lista (en vieux norrois : Listi).
Le nom est un dérivé du mot « lista ». À partir de 1662 jusqu'en 1919, le comté de Vest-Agder a été nommé « Lister og Mandals amt », ce qui montre l'importance de cette commune. Le nom Lista a été mal compris par les greffiers danois, qui ont considéré que ce mot était une forme plurielle, et l'ont donc écrit avec la terminaison du pluriel « -er ». La municipalité (et la paroisse) avait originellement été nommée d'après l'ancienne ferme Vanse, depuis que la première église a été construite là. Ce nom a été remplacé en 1911 par l'ancien nom du quartier district : Lista.

## Histoire
La municipalité de Vanse (en) a été créée le 1er janvier 1838 (voir formannskapsdistrikt (en)). Selon le recensement de 1835, la municipalité avait alors une population de 4 213 habitants. Le 1er janvier 1903, un territoire avec 99 habitants a été transféré de Vanse à la ville voisine de Farsund. De nouveau en 1948, un autre territoire avec 64 habitants a été transféré de Lista à la ville de Farsund. Le 1er janvier 1965, le reste de Lista a été fusionné avec les municipalités voisines de Herad (en), Spind (en) et la ville de Farsund pour créer une nouvelle et plus grande municipalité reprenant le nom de la ville, Farsund. Avant la fusion, Lista avait une population de 4 544 habitants.